# Matúš Užák
Matúš Užák est un patineur de vitesse sur piste courte slovaque.

## Biographie
Il participe aux épreuves de patinage de vitesse sur piste courte aux Jeux olympiques de 2002 et aux Jeux olympiques de 2006.